# みなべ町立南部小学校
みなべ町立町南部小学校（みなべちょうりつ みなべしょうがっこう）は、和歌山県日高郡みなべ町にある公立小学校。

## 沿革
- 1873年（明治6年）9月21日 - 田辺藩主安藤公の設置した修道館の分校と寺子屋塾を併せて南部小学校を開校。
- 1879年（明治12年）7月 - 山内小学校（山内）・旭小学校（芝）・海望小学校（埴田）に分離。
- 1885年（明治18年）4月10日 - 分離した学校再び合併。
- 1887年（明治20年）4月1日 - 北道尋常高等小学校と改称。
- 1903年（明治36年）10月30日 - 新校舎竣工。
- 1908年（明治41年）4月1日 - 南部尋常高等小学校と改称。
- 1923年（大正12年）11月23日 - 創立50周年記念式典挙行。
- 1925年（大正14年）1月1日 - 校旗制定。
- 1933年（昭和8年）11月3日 - 講堂新築。
- 1941年（昭和16年）4月1日 - 国民学校令により、南部国民学校と改称。
- 1946年（昭和21年）4月1日 - 新学制により、南部町立南部小学校と改称。
- 1947年（昭和22年）12月23日 - PTAを結成。
- 1956年（昭和31年）3月15日 - 鉄筋校舎（旧1号館）竣工。
- 1960年（昭和35年）3月3日 - 校歌制定。
- 1967年（昭和42年）1月21日 - 校舎（旧2号館）竣工。
- 1970年（昭和45年）7月9日 - プール完成。
- 1973年（昭和48年）9月21日 - 創立百周年記念式典挙行。
- 1974年（昭和49年）10月27日 - 児童の制服を制定。
- 1977年（昭和52年）3月12日 - 体育館竣工。
- 1984年（昭和59年）4月30日 - 特別教育棟（現2号館）竣工。
- 1989年（平成元年）7月 - 新プール完成。
- 1991年（平成3年）12月16日 - 校舎大規模改修終了。
- 1998年（平成10年）1月9日 - コンピュータ教室完成。
- 2004年（平成16年）10月1日 - 南部町と南部川村の合併により、みなべ町立南部小学校と改称。
- 2008年（平成20年）
  - 1月8日 - 新校舎（現1号館）竣工。
  - 11月25日 - 屋外教育環境整備工事竣工。
- 2010年（平成22年）4月 - 通級指導教室開設。
- 2011年（平成23年） - 体育館耐震工事完了。
- 2013年（平成25年）4月 - 学校給食開始。
- 2018年（平成30年）8月 - 全教室に空調設備を完備。
- 2021年（令和3年）4月 - GIGAスクール構想により、全児童へのタブレットPC配置を完了。
- 2022年（令和4年）8月 - トイレ洋式化改修工事完了。

## 通学区域
- 境・埴田・片町・新町・北道・南道・芝・芝崎・東吉田・気左藤・新庄・千鹿浦・山内（片の岡・片倉口・片町中を除く）[1]

## 周辺
- みなべ町立南部幼稚園 - 進学前幼稚園
- 国道42号
- みなべ町立南部中学校
- 南部湾

## アクセス
- 龍神自動車みなべ線「南部学校前」バス停下車後、徒歩約215m・約4分。
- JR紀勢本線南部駅から、
  - 徒歩約330m・約5分。
  - 上述の路線バスで、「南部学校前」バス停まで0分（逆方向の南部駅行は駅まで3分から6分）、下車後徒歩。